# Upplands runinskrifter 1018
U 1018 är en vikingatida runsten av granit i Kolje, Ärentuna socken och Uppsala kommun. 
Runstenen är 1,35 meter hög, 1 meter bred och 0,73 meter tjock. Den avsmalnar något uppåt och stenens topp är avslagen. Runhöjden är sex centimeter.

## Inskriften
Translitterering av runraden:
agotihi ' ok ' sarthuþ[ihi · litu · reta · ste]n ' yftiʀ ' faþu ' sn · hialmger
Normalisering till runsvenska:
Aguti(?) ok Svarthaufði letu retta stæin æftiʀ faður sinn Hialmgæiʀ.
Översättning till nusvenska:
Ågote(?) och Svarthövde läto resa stenen till minne av sin fader Hjälmger.